# Ledebur-Kaserne
Die Ledeburkaserne war eine Kaserne in Hildesheim, die nach dem Infanteriegeneral Leopold von Ledebur benannt war.
In der Ledeburkaserne war ursprünglich das II. Bataillon des von ihrem Namensgeber im Ersten Weltkrieg befehligten Infanterie-Regiment „von Voigts-Rhetz“ (3. Hannoversches) Nr. 79 stationiert. Nach dem Ende des Zweiten Weltkrieges wurde sie zunächst von der Britischen Rheinarmee genutzt, bis sie 1959 an die Bundeswehr übergeben wurde. Diese quartierte dort ein Panzergrenadierbataillon ein. Nach der Auflösung des Bundeswehrstandortes Hildesheim entstanden auf dem Gelände das neue Klinikum Hildesheim sowie ein Facharztzentrum.

## Weblink
- Kasernenprofil auf baor-locations.org